# Barrière de potentiel
 (mars 2013).
Si vous disposez d'ouvrages ou d'articles de référence ou si vous connaissez des sites web de qualité traitant du thème abordé ici, merci de compléter l'article en donnant les références utiles à sa vérifiabilité et en les liant à la section « Notes et références ».

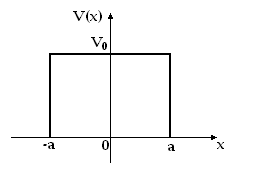
Schéma d'une barrière potentielle

Une barrière de potentiel est un niveau élevé d'énergie que doit posséder provisoirement un objet mécanique pour suivre une trajectoire au long de laquelle globalement moins d'énergie est requise, la partie au-delà de la barrière lui étant impossible s'il n'atteint pas ce niveau.

## Cas de la pesanteur
Soit un objet de masse m se déplaçant sur une courbe se trouvant dans un plan vertical. La pesanteur vaut g. On a traité le cas des cuvettes de potentiel (cf puits de potentiel) et on a introduit les « points tournants » tels que mgH(s) = E.
Dans le cas d'une barrière de potentiel, 
- soit la particule possède une énergie mgH° > mg Hmax, et la particule passe la barrière et se trouve avec une probabilité = 100 % de l'autre côté : T =1.
- soit la particule n'a pas une énergie suffisante et elle est réfléchie par la barrière : R = 1.

Une remarque anodine de Corinne (1757?), reprise par Appell (CRAS 1878), fait intervenir la symétrie suivante : si on change g en - g, la  cuvette se transforme en une barrière. Mais si l'on change t en un temps imaginaire it, alors on retrouve la solution de la barrière comme prolongement analytique de la solution pour la cuvette.
L'exemple évident est celui de la cycloïde en forme de pont, symétrique par conséquent de la cuvette-cycloïde isochrone de Huygens : au lieu de trouver des solutions en sin t et cos t, on trouvera des solutions en sh t et ch t.
Appell fit la même remarque pour le cas du pendule simple : il retrouva alors la double périodicité de sn z, cn z et dn z, qu'avait trouvé bien auparavant Jacobi (et partiellement Abel).
Cette remarque de Corinne servira à Wick pour comprendre l'effet tunnel « semi-classique » de Gamow et retrouver très vite les célèbres lois de transmission tunnel, si utiles en radioactivité, en effet thermoélectrique, en fusion thermonucléaire, en spintronique, en chimie quantique : cet effet de la particule-onde sera dû à l'évanescence de son action S(E).